# Simon Beckett
Simon Beckett, född 20 april 1960, är en brittisk journalist och författare, bosatt i Sheffield, Storbritannien.

## Biografi
Simon Beckett är född och uppvuxen i Sheffield. Efter att i många år ha arbetat som bland annat fastighetsskötare och lärare i Spanien sadlade han i början av 1990-talet om till journalist. Han har sedan dess arbetat som frilansjournalist för ett flertal välkända tidningar såsom The Times, The Daily Telegraph och The Observer .
Som kriminalförfattare slog Simon Beckett igenom 2006 med romanen Dödens kemi. Sedan dess har det kommit ut ytterligare romaner med rättsantropologen David Hunter i huvudrollen.

### Böcker översatta till svenska
- 2006 – Dödens kemi (The Chemistry of Death), översättning: Helena Sjöstrand Svenn och Gösta Svenn
- 2007 – Skrivet i eld (Written in Bone), översättning: Helena Sjöstrand Svenn och Gösta Svenn
- 2009 – Dödens viskningar (Whispers of the Dead), översättning: Jan Malmsjö
- 2011 – Från andra sidan graven (The Calling of the Grave), översättning: Göran Grip

### Övriga romaner
- 1994 – Fine Lines
- 1995 – Animals
- 1997 – Where There's Smoke
- 1998 – Owning Jacob